# Egon Klepsch
Egon Klepschh (Děčín, 30. siječnja 1930. – Koblenz, 18. rujna 2010.), njemački političar (CDU), predsjednik Europskog parlamenta od 1992. do 1994. Studirao povijest, političke znanosti i zemljopis; doktorat dobio 1954. Član Bundestaga od 1965 do 1980.
Autor je više knjiga europske i ratne tematike.